# Calamus penicillatus
Calamus penicillatus är en enhjärtbladig växtart som beskrevs av William Roxburgh. Calamus penicillatus ingår i släktet Calamus och familjen Arecaceae. Inga underarter finns listade i Catalogue of Life.